# Marum (Vulkankegel)
Der Marum ist ein 1270 Meter hoher Schildvulkan auf der Insel Ambrym im Staat Vanuatu. Er ist der höchste Berg der Provinz Malampa.

## Vulkanische Aktivität
In Vanuatu treffen die pazifische und die australische Platte aufeinander.
Die Insel Ambrym ist geologisch gesehen ein einziger riesiger Schildvulkan. Sie stellt den voluminösesten Vulkan ganz Vanuatus dar. Im Zentrum der Insel befindet sich eine 12 mal 8 km große Caldera, die vor knapp 2000 Jahren infolge eines massiven Ausbruches der Stärke 6 entstanden ist. Dabei wurden rund 70 Kubikkilometer Material ausgestoßen, was etwa der sechsfachen Menge des Pinatubo-Ausstoßes von 1991 entspricht.
In der Caldera bildeten sich die beiden Vulkankegel Benbow und Marum. Beide Kegel sind noch aktiv; bereits 1774 bemerkte James Cook auf seiner zweiten Südseereise den heftigen Vulkanismus auf Ambrym.
Auch im 20. Jahrhundert ereigneten sich mehrmals starke Eruptionen, die große Zerstörungen auf der Insel anrichteten. In den Jahren 1913/14, 1929 und 1950 gab es verheerende Ausbrüche, durch die ganze Dörfer zerstört wurden. Die Eruptionen von 1913/14 stellten die heftigsten in Melanesien seit 400 Jahren dar. Bei zehn Ausbrüchen in der jüngeren Geschichte bildeten sich Lavaseen.
Seit 1996 ist der Vulkan fast durchgängig aktiv. 2018 erfolgte ein größerer Lava-Erguss. Um die Vulkane herum erstreckt sich über viele Kilometer eine vegetationslose Lavalandschaft. Die tiefer gelegenen, küstennahen Regionen weisen eine tropische Vegetation auf.